# Ландман, Юрий
Ю́рий Ла́ндман (нидерл. Yuri Landman, род. 1 февраля 1973) — нидерландский музыкант, музыкальный педагог и конструктор музыкальных инструментов. Ландман сотрудничает с некоторыми известными музыкантами альтернативного рока, в частности, участниками Sonic Youth, Liars, Джед Фэйр, Blood Red Shoes и The Dodos.

## Биография
Юрий Ландман начал карьеру в качестве художника комиксов, наравне с участием в группах Zoppo и Avec-A, Юрий начинает проектировать экспериментальные музыкальные инструменты. Основываясь на принципах модификаций гитары, он сконструировал свой первый инструмент в 2001 году.
В 2006 году он знакомится с группой Liars. После 6 лет разработок прототипов, он наконец воплотил в жизнь инструмент под названием Moodswinger, созданный специально для этой группы, и впоследствии получил множество заказов от других музыкантов. Юрий сконструировал на заказ инструменты для таких музыкальных корифеев, как Sonic Youth, Half Japanese, Enon, Lou Barlow, dEUS, The Dodos, Blood Red Shoes, Liars, HEALTH, Liam Finn, The Luyas, The Veils, Melt-Banana, Micachu & The Shapes, The Go! Team, These Are Powers, Jay Malhotra (Кейт Нэш), Women, Action Beat, Peter James Taylor, Rhys Chatham, Dustin Wong, Philippe Petit и других.
В 2008 Юрий начинает проводить лекции и презентации своих инструментов, и в 2009 году поступает запрос провести практический мастер-класс по конструированию таких инструментов. Это событие становится отправной точкой для проекта Домавинджер (Home Swinger). DIY-мастерская Синтетическое искусство, в которой люди конструируют свои собственные электрические инструменты, и часто вечером на следующий день проводятся репетиции и 40 минутные выступления группы с множеством устройств Домавинджер, а также ударными, басом и гитарами в лучших традициях произведений Rhys Chatham и Гленн Бранка. Вскоре после начала проекта Домавинджер последовали и другие конструкторские мастер-класс. Мероприятия проводились в таких странах, как Австрия, Бельгия, Швейцария, Дания, Испания, Франция, Германия, Великобритания, Голландия, Россия и США.
В 2012 году Ландман создает группу Bismuth, состоящую из двух человек — продюсера и мульти-инструменталиста Арнольда ван де Вельда и самого Юри. В том же году была издана книга Nice Noise. Книга написана Юрием и Бартом Хопкином и представляет собой обучающее пособие о модифицировании гитар. В ноябре того же года Юрий провел лекцию в рамках проекта TEDx, в которой рассказал о своей работе. В 2013 он издал нашумевшую статью в Premier Guitar о гитаре, которую он модифицировал специально для этого журнала. В 2016 году он строит гитару для Тёрстон Мур. По приглашению Harman/Kardon Ландман построил 24-строковый звуковой метр с J.Views в 2018 году. В 2018 году он разработал серию диаграмм с микроинтервалом. В декабре 2018 года в Музее музыкальных инструментов в Брюсселе была организована большая выставка, включающая 40 его инструментов.
Инструменты Moodswinger и Домавинджер включены в постоянную коллекцию Музея музыкальных инструментов в Финиксе, Аризона. Другой инструмент, созданный Ландманом, находится в музее современного искусства SONS в Бельгии. Он сотрудничает с WORM (Роттердам), Flipside (Эйндховен), Sonoscopia (Порту), MoTA (Любляна), Radiona (Загреб), St James Cavalier (Мальта), Liebig 12 (Берлин) и Maajaam (Отепя). Эти организации управлять коллекциями музыкальных инструментов от него.

### Эссе
- The Seven Plus Five Pattern, Soundest #1, Oct 2018[4]. (англ.)
- From Rusollo till Present , 2019. (англ.)

## Дискография
- Chi pratica lo impare zoppicare lp (1998)
- Nontonnen promo 7" (1998)
- Double the fun splitt 7" (1999)
- Belgian Style Pop cd (1999)
- Vivre dans l’aisance cd (2004)
- Yuri Landman Ensemble feat. Jad Fair & Philippe Petit — That’s Right, Go Cats, LP/CD 2012, Siluh Records/Thick Syrup Records
- Bismuth — s/t, LP, April 2014 Geertruida Records